# Prison de Wittlich
Justizvollzugsanstalt Wittlich
La prison de Wittlich (en allemand : Justizvollzugsanstalt Wittlich) est une prison allemande pour hommes située à Wittlich dans le Land de Rhénanie-Palatinat. Elle accueille des détenus condamnés à des peines de prison comprises entre deux et huit ans. 
Un hôpital pénitentiaire pour les femmes et les hommes détenus est en outre installé sur le terrain de la prison. Un établissement pénitentiaire pour mineurs masculins se trouve également à proximité.

## Histoire
La prison est fondée en 1902 en tant qu'institution double composée de la "prison royale pour hommes" et de la "prison royale pour femmes". Le bâtiment de la prison, typique de l'époque, est initialement conçu pour 708 détenus. En 1912, un établissement pénitentiaire pour mineurs ouvre dans la partie bâtiment de la prison pour femmes.
À l'été 1943, la prison de Wittlich sert d'hébergement temporaire aux prisonniers de Nuit et brouillard de la prison de Klingelpütz à Cologne, gravement endommagée par les bombardements. Le Sondergericht de Cologne, qui est responsable de ces prisonniers, se réunit également à Wittlich, car les prisonniers ne peuvent pas toujours être emmenés à Cologne, à 150 km, pour y être jugés.
Après la Seconde Guerre mondiale, la puissance occupante française utilise la prison spécialement pour les criminels de guerre. Les criminels de guerre condamnés et les criminels nazis des procès nazis en zone française purgent leur peine ici. Des installations comparables sont la War Criminals Prison No. 1 à Landsberg dans la zone américaine et l'Allied National Prison à Werl dans la zone britannique. En décembre 1950, 254 criminels de guerre condamnés sont emprisonnés à Wittlich, le 31 janvier 1952 il n'y a que 154 prisonniers. En août 1955, il n'y avait que 19 prisonniers par les Français à Wittlich ; ils sont libérés au cours des deux années suivantes. En 1950, les Français remettent la prison pour mineurs à l'administration allemande, et en 1954 la prison pour hommes également.
Entre 2004 et 2009, le Land de Rhénanie-Palatinat fait construire une extension de 610 places de détention pour 70 millions d'euros. Avec le centre de détention pour mineurs, l'établissement compte désormais 1 000 places, ce qui en fait le plus grand complexe pénitentiaire de Rhénanie-Palatinat. L'ancien bâtiment précédemment utilisé par les détenus adultes doit être entièrement rénové et ensuite utilisé comme centre de détention pour mineurs.

## Prisonniers célèbres
- Otto Funke, résistant communiste, prisonnier des nazis.
- Holger Meins, membre de la Fraction armée rouge, y meurt d'une grève de la faim.
- Klaus von Raussendorff, espion de la Stasi, de 1991 à 1994.
- Michael Born, journaliste, en 1996 pour escroquerie.